# Бріттані Елмслі
Бріттані Елмслі  (англ. Brittany Elmslie, 19 червня 1994) — австралійська плавчиня, дворазова олімпійська чемпіонка, призерка олімпійських Ігор, медалістка чемпіонатів світу, чемпіонка та призерка Ігор Співдружності, здебільшого в складі естафет.

## Виступи на Олімпіадах
| Олімпіада   | Дисципліна                      | Місце |
| ----------- | ------------------------------- | ----- |
| Лондон 2012 | естафета 4 × 100 вільним стилем | 1     |
| Лондон 2012 | естафета 4 × 200 вільним стилем | 2     |
| Лондон 2012 | комплексна естафета 4 × 100     | 2     |
| Ріо 2016    | естафета 4 × 100 вільним стилем | 1     |
| Ріо 2016    | комплексна естафета 4 × 100 м   | 3     |

## Зовнішні посилання
- Досьє на sport.references.com [Архівовано 7 грудня 2012 у Wayback Machine.]